# Списък на политическите партии в Буркина Фасо
Партийната система в Буркина Фасо е с една доминираща партия, управляващата от основаването си през 1996 година Конгрес за демокрация и прогрес, и няколко значително по-малки партии.

## Парламентарно представени партии
| Партия                                                                | Места в парламента (2012) | Идеология   |
| --------------------------------------------------------------------- | ------------------------- | ----------- |
| Конгрес за демокрация и прогрес                                       | 70                        | Социализъм  |
| Алианс за демокрация и федерация - Африканско демократично обединение | 19                        | Либерализъм |
| Съюз за прогрес и промяна                                             | 19                        |             |
| Съюз за възраждане/Санкаристко движение                               | 4                         |             |
| Съюз за републиката                                                   | 4                         |             |
| Конвент на демократичните сили                                        | 3                         |             |
| Партия за демокрация и социализъм/Метба                               | 2                         |             |
| Организация за демокрация и труд                                      | 1                         |             |
| Национален съюз за демокрация и развитие                              | 1                         |             |
| Алтернативна Фасо                                                     | 1                         |             |
| Обединение за развитие на Буркина                                     | 1                         |             |
| Обединение за демокрация и социализъм                                 | 1                         |             |
| Национален конвент за прогрес на Буркина                              | 1                         |             |